# Amy Vermeulen
Amy Lee Vermeulen (* 23. November 1983 in Rosetown, Saskatchewan) ist eine ehemalige kanadische Fußballspielerin.

## Karriere

### Vereine
Vermeulen, in Rosetown geboren und in Melfort aufgewachsen, begann in einer Jugendmannschaft der Provinz Saskatchewan mit dem Fußballspielen.
Mit ihrem Abschluss an der Marion M Graham Collegiate in Saskatoon begab sie sich an die University of Wisconsin–Madison in die Vereinigten Staaten um ein Biologiestudium zu beginnen. Für das Sport-Team der Bildungseinrichtung, die Badgers, kam sie sowohl im Fußball- als auch im Hockeysport während ihrer Studienzeit von 2000 bis 2005 zum Einsatz. Sie schloss ihr Studium 2006 mit dem Bachelor of Science ab.
Nachdem sie die Spielzeit 2006 bei Ottawa Fury in der USL W-League verbracht und der Mannschaft zum Einzug ins Ligafinale verholfen hatte, gab Vermeulen im Jahr 2006 ein Gastspiel beim schwedischen Erstliganeuling Bälinge IF in der Damallsvenskan, der höchsten Spielklasse im schwedischen Frauenfußball und im Jahr 2008 beim norwegischen Verein Asker Fotball in der Toppserien der höchsten Spielklasse im norwegischen Frauenfußball. Ihre beiden Tore erzielte sie am 7. September 2008 (15. Spieltag) beim 7:0-Sieg im Auswärtsspiel gegen den Liganeuling Fotballaget Fart mit den Treffern zum 5:0 und 7:0 in der 42. und 88. Minute.
Nach Kanada zurückgekehrt, spielte sie von 2008 bis 2011 für die Frauenfußballmannschaft der Vancouver Whitecaps in der USL W-League, für die sie ihr Debüt am 11. Juni 2008 beim 2:1-Sieg über die Los Angeles Legends gab und beide Tore erzielte. In der Folgespielzeit bestritt sie zwölf Punktspiele, danach 13 in der Spielzeit 2010.

### Nationalmannschaft
Als Nationalspielerin für die Canadian Soccer Association debütierte sie in der U19-Nationalmannschaft, für die sie im Jahr 2002 sechs Länderspiele bestritt, beginnend am 18. August beim 3:2-Sieg über die U19-Nationalmannschaft Dänemarks im ersten Spiel der Gruppe A bei ihrer Teilnahme an der in ihrem Land ausgetragenen Weltmeisterschaft. In den folgenden zwei Gruppenspielen, beim 6:2-Sieg über die U19-Nationalmannschaft Englands im Viertelfinale am 25. August und beim 4:3-Sieg im Elfmeterschießen über die U19-Nationalmannschaft Brasiliens drei Tage später (jeweils in Edmonton) kam sie zum Einsatz und zog mit ihrer Mannschaft ins Finale ein. Die US-Amerikanerin Lindsay Tarpley erzielte am 1. September im Commonwealth Stadium in Edmonton den 1:0-Siegtreffer in der 109. Minute zur Zeit der Anwendung der Golden-Goal-Regelung.
Es vergingen vier Jahre, bevor sie erneut für eine Nationalmannschaft zum Einsatz kam; sie debütierte in der A-Nationalmannschaft am 26. August 2006 in Rouen beim 1:0-Sieg im Freundschaftsspiel gegen die A-Nationalmannschaft Frankreichs. Das zweite Kräftemessen mit dieser Mannschaft drei Tage später in Saint-Aubin-sur-Scie endete 2:2 unentschieden. Am 1. November 2006 kam sie im Turnier um den Peace Queen Cup gegen eine (Auswahl)Mannschaft des Bundesstaates São Paulo (als Brasilien) beim 4:2-Sieg zum Einsatz. Danach wurde sie am 6. Mai 2007 in Hangzhou in einem Freundschaftsspiel gegen die Nationalmannschaft Chinas bei der 1:2-Niederlage eingesetzt.
Sie nahm ferner am Fußballturnier im Rahmen der Panamerikanischen Spiele 2007 in Rio de Janeiro teil und wurde im zweiten und dritten Spiel der Gruppe A bei den 4:0- und 11:0-Siegen über die Nationalmannschaften Ecuadors und Jamaikas eingesetzt (gegen diese erzielte sie mit dem Treffer zum 6:0 in der 42. Minute ihr einziges A-Länderspieltor), wie auch im Spiel um Bronze, das am 26. Juli mit 2:1 gegen die Nationalmannschaft Mexikos gewonnen wurde.
Am 10. März 2008 wurde sie im Rahmen der Turnierpremiere um den Zypern-Cup 2008 in einem Spiel berücksichtigt; die mit 0:2 verlorene Begegnung mit der Nationalmannschaft Schottlands wurde der Turnierwertung nicht zugerechnet. Beim ersten Aufeinandertreffen mit der Nationalmannschaft Singapurs am 27. Juli 2008 in Singapur beim 8:0-Sieg spielte sie ebenfalls. Ihre letzten drei von insgesamt zwölf A-Länderspiele bestritt sie im Turnier um den Zypern-Cup 2009 mit dem ersten und dritten Spiel der Gruppe B sowie dem mit 1:3 gegen die Nationalmannschaft Englands verlorenen Finale am 13. März in Nikosia.

## Erfolge
Nationalmannschaft
- Zypern-Cup-Finalist 2009
- Finalist U19-Weltmeisterschaft 2002

Vancouver Whitecaps
- Zweiter der USL W-League 2010

Ottawa Fury
- Zweiter der USL W-League 2006

## Auszeichnungen
- Saskatchewan Fußballspielerin des Jahres 2001, 2002, 2008
- Saskatchewan Jugendfußballpielerin des Jahres 2000